# Квернадзе, Георгий
Гео́ргий Кверна́дзе (груз. გიორგი კვერნაძე; род. 7 февраля 2003, Самтредиа, Имеретия) — грузинский футболист, вингер клуба «Фрозиноне».

## Карьера

### «Сабуртало»
Воспитанник футбольной академии грузинского клуба «Сабуртало», к которой присоединился в возрасте 9 лет. Выступал за молодёжную команду клуба в Третьей лиге. В августе 2021 года футболист стал подтягиваться к играм с основной командой клуба. Дебютировал за клуб 8 августа 2021 года в матче против тбилисского «Динамо», выйдя на замену на 78 минуте. Вместе с клубом вышел в финал Кубка Грузии, победив 24 ноября 2021 года батумское «Динамо» в полуфинальном матче. По итогу футболист стал обладателем Кубка Грузии, однако в финале не принимал участие. В дебютном сезоне футболист был игроком замены, результативными действиями не отличившись.

#### Аренда в «Телави»
В начале 2022 года футболист на правах аренного соглашения присоединился к клубу «Телави». Дебютировал за клуб 26 февраля 2022 года в матче против тбилисского «Локомотива», выйдя на замену в начале второго тайма. В своём следующем матче 5 марта 2022 года против клуба «Сиони» отличился дебютными забитым голом и результативной передачей. Футболист на протяжении сезона был одним из основных игроков куба, чередуя матчи в стартовом составе и со скамейки запасных, отличившись 4 забитыми голами и 3 результативными передачами во всех турнирах. По окончании срока арендного соглашения покинул клуб.

### «Колхети-1913»

#### Аренда в «Динамо» Батуми
В начале 2023 года футболист перешёл в клуб «Колхети-1913» и сразу же отправился на правах арендного соглашения в батумское «Динамо». Дебютировал за клуб 26 февраля 2023 года в матче против клуба «Шукура», выйдя на замену на последних минутах основного времени. Первым результативным действием за клуб отличился 2 апреля 2023 года в матче против клуба «Самгурали», отдав голевую передачу. Закрепиться в основной команде батумского клуба у футболиста не вышло, преимущественно оставаясь игроком замены. В конце мая 2023 года футболист был отозван из аренды.

#### Аренда в «Фрозиноне»
В начале июля 2023 года футболист на правах аренды присоединился к итальянскому клубу «Фрозиноне» до конца сезона с опцией выкупа. Дебютировал за клуб футболист 11 августа 2023 года в матче Кубка Италии против «Пизы», выйдя на замену на 66 минуте. Свой дебютный матч в итальянской Серии A футболист сыграл 19 августа 2023 года против «Наполи», появившись на поле на 67 минуте.

## Международная карьера
В марте 2020 года принял участия в товарищеских матчах за юношескую сборную Грузии до 17 лет против сверстников из Беларуси. В июле 2021 года футболист получил вызов в юношескую сборную Грузии до 19 лет. Дебютировал за сборную 3 августа 2021 года в товарищеском матче против сборной Азербайджана, также отличившись дебютным забитым голом. В октябре 2021 года вместе со сборной отправился на квалификационные матчи юношеского чемпионата Европы. Первый матч на турнире сыграл 6 октября 2021 года против сборной Уэльса.
В сентябре 2022 года футболист получил вызов в молодёжную сборную Грузии. Дебютировал за сборную футболист 24 сентября 2022 года в товарищеском матче против сборной Португалии. В сентябре 2023 года вместе со сборной отправился на квалификационные матчи молодёжного чемпионата Европы. Первый матч на турнире футболист сыграл 6 сентября 2023 года против сборной Гибралтара. Дебютным забитым голом за сборную футболист отличился 26 марта 2024 года в матче против сборной Гибралтара.

## Достижения
«Сабуртало»
- Обладатель Кубка Грузии: 2021